# پریسیلا لین
پریسیلا لین (انگلیسی: Priscilla Lane؛ ۱۲ ژوئن ۱۹۱۵ – ۴ آوریل ۱۹۹۵) یک هنرپیشه اهل ایالات متحده آمریکا بود. وی بین سال‌های ۱۹۳۷ تا ۱۹۴۸ میلادی فعالیت می‌کرد.
از فیلم‌ها یا برنامه‌های تلویزیونی که وی در آن نقش داشته است می‌توان به آرسنیک و تور کهنه، چهار دختر اشاره کرد.

## مرگ
لین در سال 1994 به سرطان ریه مبتلا شد. او به یک آسایشگاه سالمندان، وینگیت، در اندور در نزدیکی پسرش جو و خانواده اش نقل مکان کرد. او در 4 آوریل 1995 در ساعت 7:30 صبح در آنجا درگذشت.  مراسم تشییع جنازه در کلیسای سنت متیو در ویندهام، نیوهمپشایر برگزار شد . او در کنار شوهرش آرام گرفت. [ نیازمند منبع ]